# Neivamyrmex pilosus
Neivamyrmex pilosus es una especie de hormiga guerrera del género Neivamyrmex, subfamilia Dorylinae. 

## Distribución
Esta especie se encuentra en Brasil, Colombia, Costa Rica, Guatemala, Guyana, Honduras, México, Nicaragua, Panamá, Paraguay, Trinidad y Tobago, Estados Unidos y Venezuela.